# 公安九課
公安九課，是在《攻殼機動隊》系列作品中的主要机构。雖然攻殼機動隊系列作品並不是互相連貫而是各自獨立，公安九課以及其中的人物的設定大致都類似。
公安九課成立的緣由在各作品中略有不同，不過所有作品中時間都是西元2029年到2030年左右。基地似乎都是虛構日本首都「新濱市」。公安九課的位階都是直屬日本內務省的獨立部隊，也都是一支成員大多是高度義體化生化人的部隊，擅長電腦戰，俗稱「攻殼機動隊」，其名义上对外宣称是国际救助队，但实质确是用于对付恐怖组织以及处理一般警方难以應付的问题。在每一部作品中，公安九課工作範圍都很廣，從電腦犯罪、國內要人的保護、重大殺人犯的搜索、揭發政客的貪污、抑制恐怖活動的發生到不能公開的暗殺都有。課中成員与英国特种空勤团有技术上的交流。
原作漫畫及電影改編（攻殼機動隊、攻殼機動隊2 INNOCENCE）以「人偶師」為主軸進行，後來草薙素子離開公安九課下落不明。在第一部電視動畫《攻殼機動隊 STAND ALONE COMPLEX》的故事裡主角草薙素子並未遇見人偶師，而繼續留在公安九課之中。第二部電視動畫《攻殼機動隊 S.A.C 2nd GIG》基本上是接續第一部電視動畫的劇情。
攻殼機動隊ARISE介紹了公安九課的組成是從時間西元2027年開始。

## 公安九課成員介紹

### 草薙素子
草薙素子（日文：草薙素子、くさなぎ もとこ）：日本軍事部隊（「自衛軍」）出身，陸軍501機關，最终軍階「三佐」（少校），同時這也成了她在9课时的外號「少佐」。在九課中地位近乎隊長，有極高的領導及指揮能力、豐富的實戰經驗、並擅長電腦戰。加入九課前和巴特等某些成員在軍隊共事過。更早的經歷不明。女性、身高168公分、體重及年齡不詳。幾乎是每部作品的主角。
草薙素子在加入組織之前的經歷是系列作品中頗受關注的一點，在幾部作品中都以劇中人猜測、刺探、暗示的情節刻意替她加上神秘色彩。在原著漫畫的主題之一為（由於虛構的生化人、竄改記憶的科技）人類真正的身分不能以外表或是自身記憶來判斷，另一主題則是政府利用科技以及公權力對人類進行改造與利用。這兩項主題也出現在攻殼系列的所有作品之中。草薙素子之前經歷的神秘色彩或許就是反映以上兩項主題。在第一部電影中，草薙素子就懷疑自己不但身體是人造義體，連記憶也是虛擬體驗。在動畫中，巴特曾經開玩笑說草薙素子其實是男性。在2nd GIG之中，則用間接的手法說明草薙素子在6岁的时候在一场空难中倖存，不過代價是除了腦和脊髓的一部分外，全身完全義體化，是第一批全身义体使用者。
和“个别的十一人”中的“久世英雄”同时经历了空难的仅存的两名生还者。
ARISE中則將素子設定為出生前就遇到意外失去身體，藉由保留大腦存活下來的零歲義體小孩。
在漫畫與動畫中草薙素子在休閒時會和幾位女玩伴玩虛擬性愛。在漫畫中，草薙素子還交過幾位男友。

### 荒卷大輔
荒卷大輔（日文：荒巻大輔）：公安九課課長，男性、身高153公分。有清晰的判斷力及迅速的行動力，深受部下信賴。全身只有腦子作了一點必要的義體化。人際網絡非常大，與很多公務員（任職政府機關的人）、大學教授和名人等相識，是每部作品都出現的重要配角。
荒卷大輔個性多疑，組員也常以此開玩笑。在第一部動畫中，他從朋友手中接過工作之後第一件事就是親自調查朋友的立場。在第一部電影中，巴特問他是否曾懷疑過檢查自己腦子的醫師。荒卷回答說那些醫師都受過忠貞程度等等檢查，但是隨後補上一句：只不過檢查醫師的也都是人類。
在兩部動畫中，荒卷大輔曾明白表示自己喜歡從政的女性。他也有為了信念而賭上自己性命、熱血男子漢的一面。

### 巴特
巴特（日文：バトー）：全身幾乎完全義體化，外表特徵是雙眼都是義眼的大漢，有著相當強悍的實戰經驗及能力，與草薙素子有很好的搭配默契，男性、身高187公分。是每部作品都出現的配角，也是第二部電影的主角。
巴特這個角色在不同故事中有不同設定。在兩部電影中他是很嚴肅的人。喜歡喝啤酒。第一部電影中他髮型是平頭。第二部則變成馬尾辫，並且養了一隻巴吉度犬。在漫畫中他一直是平頭，個性則很輕鬆。在動畫中他髮型是馬尾，個性則介於電影與漫畫之間。在有攻殼車的故事中喜歡某台特定的攻殼車。所有攻殼車都很喜歡他。
在加入九課之前他應該是特種部隊「遊騎兵」隊員，這在公安九課與遊騎兵四課交手前，巴特也有提到能說服對方的部份有關。

### 攻殼車
攻殼車（日文：フチコマ(Fuchi Koma, 原作)，タチコマ(Tachi Koma, TV版 S.A.C. ,中文又音譯為「塔奇克馬」)）：配屬於公安九課的小型「思考戰車」，類似節肢生物結構，是擁有附輪多足型移動裝置的步行機機器人，能夠攀爬跳躍各式障礙地形，也能在公路上行駛。攻殼車共有九架，全是相同規格，為擁有高度人工智慧核心的智能機械，能獨立思考、工作，也有自己的休閒生活。能接受一名人類駕駛和操作，成為「操作者的衣服」。攻殼車沒有在電影版中登場，在電視版中則相當活躍。
由於漫畫的版權問題，攻殼車在原作漫畫與改編動畫中有不同的名字與外形。在原作漫畫與電子遊戲中的原名為「フチコマ」（Fuchikoma，漢字為「斑駒」），源自於東瀛古神話中須佐之男的座騎「天之斑駒」；其顏色是紅色，只有一隻大型鏡片「眼睛」，後側有橫置式桶型座艙。在改編動畫版中因為無法使用原先設計，於是原作者士郎正宗另外設計了修改型，即為「タチコマ」；其顏色是藍色，有數個可旋轉之小眼睛，後側為直立式桶型座艙。
記憶與身分是所有攻殼系列作品都有的題目。這個題目也表現在攻殼車上。攻殼車個性都很像好奇好動的小孩，而且不斷演變。在第一部電視中有一個情節，說到維護者不但將每一部攻殼車的硬體作得一模一樣，還會定期對攻殼車的人工智慧作處理，交換各自的資料使所有攻殼車記憶一致。這麼做是希望所有的攻殼車都是相同一致的。但事實上每台攻殼車仍然有自己的個性，會作出不同的行為。另一方面巴特寵愛特定一台攻殼車，給它使用天然機油。天然機油造成這台攻殼車出現獨特靈魂，也讓攻殼車進一步分化(演化)。在動畫第一部最後，攻殼車的人工智慧演化出疑似靈魂的結構，但是還未经證實就為了救巴特而損毀。

### 其他
- 德古沙/陀古萨/户草（日文：トグサ）：被草薙素子從日本刑事警察中提拔的新進隊員，有優秀的分析能力。在九課中是個特異的成員，因為全身只有腦子作了一點必要的義體化，家有妻子和一個女兒，價值觀也比較保守，有很重的正義感。在小組行動時多是跟巴特一組，實戰能力普通，喜好使用左輪手槍。德古沙在漫畫、電影、動畫中都喜歡問一個問題：「為什麼少校要選我加入公安九課？」男性、身高 178.5 公分。是每部作品都出現的配角。在SSS中将部分器官（心肺）义体化，并接替少佐成为队长（第一候補巴特宁愿做教官也不愿担任队长之职）。
- 石川（日文：イシカワ）：擅長情報收集及擔當接應，很久前就曾經與草薙素子在日本軍隊的情報部共事過。義體化項目不明。男性、身高180公分。是每部作品都出現的配角。他为素子起了不少外号（少佐，母猩猩...）。
- 齋藤（日文：サイトー）：擔任狙擊手，經常參與作戰，義體化程度略高於德古沙，僅義體化大腦、左眼以及左手臂。男性、身高172公分。擅长扑克。有在電影中登場。在SSS中为适应高强度工作而提高义体化程度。在战争时期身为雇佣兵有过与少佐单挑的经历，因为在心理战上略逊一筹而被少佐击瞎左眼，并被收编为部下。
- 波瑪（日文：ボーマ）：經常與帕茲一起行動，有時也會幫忙石川進行情報收集，全身幾乎完全義體化。男性、身高200公分。沒有在電影中登場。
- 帕茲（日文：パズ）：一個沉默寡言又愛抽菸的男人，全身義體化，善用匕首，爱好桌球，女人緣很好。身高177公分。沒有在電影中登場。加入九課之前是陸軍警察的潜入調査員。
- 作業員(Operater)：公安九課的Android（机械人），外型是人類女性職員。擁有不太高（符合工作要求的最低限度）的人工智能，髮型是马尾辫，主要具备电子通讯传达、接应、伺候、闲谈、机械材料管理等事务处理机能,在9课一般负责计算机、飞行器的操作，并担任无线通信士、电话接线员、塔奇克马管理员等。

### 第一季登場的一般民眾及非9課人員
Jely（声优：田中由美子）
第3話登場的女性玩賞機器人，正式的型號是GA07-JLK。
瑪歇爾·馬克拉克郎（声优：松田洋治）
第3話中登場的加拿大駐日本大使的兒子。
山口（声优：木下浩之）
第4話中登場，任職於笑面男搜查本部，因掌握了警視廳高層異常動態的關鍵資料而被殺害。
山口的妻子（声优：根谷美智子）
山口的妻子，未亡人。將丈夫留下來的秘密資料交給戶草。
美樹（声优：矢島晶子）
出現於第12話的人類小女孩，飼養著隻名叫洛基的狗。塔奇克馬擅自離開跑到街上探險時遇到了美樹，並且陪美樹一起找走失的小狗。
戶久良愛佳（声优：山本道子）
於第13話登場，電子腦公司戶久良集團的千金小組，於10歲時被反對電子腦化的恐怖分子『興國旅團』綁架。
神似愛佳的少女（声优：嘉數由美）
第13話登場與戶久良愛佳長相神似的少女，疑似為興國旅團的領導者。實際為戶久良愛佳的女兒。
茜莫爾（声优：高島雅羅）
第17話登場，曾經在日本時與荒巻大輔在工作中有往來的舊友，目前在英國經營投資葡萄酒基金的投資公司工作。是位成熟的漂亮女性，特徵是右眼下方有顆淚痣。
辻崎紗織（声优：平松晶子）
第18話中登場，辻崎英雄的長女，父親過逝後，撫養當時還是小學生的弟弟。
辻崎優（声优：石井真）
辻崎英雄的長子，被卷入暗殺中國外交部次長金次長事件中。
佐野（声优：折笠愛）
第21話登場，厚生省下轄毒品取締強制介入隊成員。參與射殺了原中央藥品評議會理事長今来栖尚（聲：品川徹），後假冒為素子進行義體更換手術的醫師。

### 第二季登場的一般民眾及非9課人員
合田一人（声优：西田健）
內閣情報廳戰略影響調查會議代表輔佐官，因為長相怪異且名字特殊，第一次見面就能給人很深的印象。曾參與舊大日本技研的日本奇蹟開發工程並居功至偉，然而事後卻未獲得重用。
久世英雄（声优：小山力也）
九世英雄為全身義體化的神秘人物，前期以個別的十一人成員的身分出現，反對茅葺內閣強硬的難民政策。後期則是引領出島地區難民爭取獨立的革命領袖，他憑藉自身極強的戰鬥素質而度過一次次的難關。
茅葺洋子（声优：榊原良子）
首位女總理，由於前作的執政黨幹事長藥島薫因醜聞下台，導致前作的總理及其內閣也總辭。原本只是被黨內實權派推上台的政治花瓶，但不甘被擺佈的她也想藉機一展抱負，重整政府的內外方針。

### ARISE登場的一般民眾及非9課人員
徠津（声优：淺野麻由美）
陸軍501機關中佐，草薙素子的前上司。她在防衛省北原副大臣的推薦下作为真室中佐的继任者，被任命为“次世代主要武器審查委員會”成員。她的機關致力於消滅在戰時業務中與卡爾迪斯共和國有牽連的國內派系勢力。

## 交通
在漫畫、電影、電視影集中，公安九課如果沒有特殊裝備，在新濱市內會開車，到更遠的地方是坐民航機。
如果有空降任務，則會有一台軍用飛行器。在第一部電影中，少校有用過一架屬於公安九課的直昇機垂降。不過在電視影集中，攻殼機動隊的飛行器是一架屬於公安九課的可傾斜旋翼機。
攻殼車會用特殊貨櫃車載運，也可以自己在公路上行駛。

## 配音
- 草薙素子：田中敦子（日本)；黃玉娟（香港）
- 荒卷大輔：阪修
- 巴特：大塚明夫
- 德古沙：山寺宏一
- 石川：仲野裕
- 齋藤：大川透
- 帕茲：小野塚貴志
- 波瑪：山口太郎
- 攻殼車：玉川紗己子

（電玩作品的配音則不太一樣）

## 真人電影
在2017年真人電影《攻殼機動隊》，飾演公安九課成員的演員分別為：史嘉蕾·喬韓森（草薙素子）、皮魯·艾斯貝克（巴特）、北野武（荒卷大輔）、拉札勒斯·雷图勒（石川）、托万达·马尼莫（波瑪）、泉源豐（齋藤）、丹妮西亞·薩瑪（拉卓雅）和黃經漢（德古沙）。其中丹妮西亞·薩瑪飾演的拉卓雅是沒有在原作登場的電影原創角色。